# Bitwa pod Hódtó
Bitwa pod Hódtó – starcie zbrojne między Węgrami a Kumanami, mające miejsce w 1280 roku pod Hódtó.
Przyczyną wojny a właściwie krucjaty przeciw Kumanom, był ich wpływ na króla oraz trwanie przy własnej religii, pomimo zmuszenia ich w 1279 roku do przyjęcia religii chrześcijańskiej (przymusowy chrzest). Legat papieski ogłosił przeciw nim krucjatę, którą chętnie poparli feudałowie, niezadowoleni z kumańskich wpływów na króla. Władca Węgier Władysław IV, którego matka była Kumanką, chętnie przyjmował bowiem obyczaje kumańskie, prawdopodobnie został też wyznawcą ich religii. 
Król sympatyzujący z Kumanami został przez feudałów aresztowany i zmuszony do osobistego poprowadzenia wojsk przeciw nim. Do bitwy doszło w 1280 roku na polach pod Hódtó. Starcie zakończyło się całkowitą klęską Kumanów, która skutkowała obróceniem ich w chłopów pańszczyźnianych. Tylko niektórym z przywódców kumańskich udało się z czasem uzyskać węgierskie szlachectwo. 
Kumanowie pamiętający królewską zdradę, w ramach zemsty 10 lipca 1290 roku zabili Władysława IV Kumańczyka.